# Mycosphaerella mikaniae-micranthae
Mycosphaerella mikaniae-micranthae är en svampart som beskrevs av R.W. Barreto 1995. Mycosphaerella mikaniae-micranthae ingår i släktet Mycosphaerella och familjen Mycosphaerellaceae.   Inga underarter finns listade i Catalogue of Life.